# Kokoskrabba
Kokoskrabban (Birgus latro), även palmkrabba, kokostjuv eller palmtjuv, förr även rövarkräfta, är en eremitkräfta av släktet Birgus, världens största landlevande kräftdjur och ett av de få som klättrar i träd. Den lever på flera öar i Indiska oceanen och Stilla havet, bland annat på öarna längs östra Centralafrikas kust, i sydöstra Asien och i Oceanien.

## Beskrivning
En kokoskrabba kan bli upp till 40 centimeter lång och upp till 5 kilogram tung. Olikt andra eremitkräftor bär kokoskrabban inget skal med sig som vuxen, utan gör sig av med det vid 2 till 3 års ålder och en längd under 2 centimeter.

## Utveckling
Kokoskrabban parar sig på land under sommaren. Honorna lägger därefter mellan 50 000 och 150 000 ägg i havet, äggen kläcks omedelbart och den unga kokoskrabban lever som havsdjur tills den är omkring en månad gammal, då den mister sin förmåga att andas under vattenytan och beger sig upp på land. Många unga kokoskrabbor blir slukade av rovdjur innan detta händer. Vid en ålder av 7 till 12 år blir de könsmogna och kan börja leta partner. En kokoskrabba kan leva upp till 50 år..

## Föda
Kokoskrabban kan äta allt som är organiskt, men äter främst kokosnötter, vilket har gett den dess namn. Den äter också döda djur, frukter, löv och skal. Den kan dessutom äta små levande byten som är för långsamma för att fly, som nykläckta landsköldpaddor.

## Trivia
Bland delar av lokalbefolkningen, där den lever, hävdas att kokoskrabban har en tendens att stjäla blänkande, glittrande föremål.